# Хусє
45°29′ пн. ш. 15°35′ сх. д. / 45.48° пн. ш. 15.59° сх. д.
Хусє (хорв. Husje) — населений пункт у Хорватії, в Карловацькій жупанії у складі міста Карловаць.

## Населення
Населення за даними перепису 2011 року становило 176 осіб.
Динаміка чисельності населення поселення: